# 1000 km di Le Castellet
La 1000 km di Le Castellet è stata una corsa automobilistica di velocità in circuito.

## Albo d'oro
Dati relativi al solo Campionato del mondo sportprototipi.
| Anno | Nome                    | Piloti                                  | Vettura | Resoconto |
| ---- | ----------------------- | --------------------------------------- | ------- | --------- |
| 1974 | 1000 km di Le Castellet | Jean-Pierre Beltoise Jean-Pierre Jarier | Matra   | Resoconto |